# Mundaring (città)
Mundaring è un sobborgo situato nell'area metropolitana di Perth, in Australia Occidentale; esso si trova ad ovest del centro cittadino ed è la sede della Contea di Mundaring. Al censimento del 2006 contava 3.059 abitanti.